# Bohuslav Rylich
Bohuslav Rylich, né le 5 mai 1934, à Nymburk, en Tchécoslovaquie, est un ancien joueur tchécoslovaque de basket-ball. Il est le frère de Zdeněk Rylich.

## Palmarès
- Finaliste du championnat d'Europe 1959